# Марковський Михайло Миколайович
Миха́йло Микола́йович Марко́вський (20 листопада 1869, с. Ксаверове Черкаського повіту Київської губернії (нині Городищенський район Черкаської області) — 30 червня 1947, Київ) — український педагог, бібліотекар та літературознавець, який досліджував творчість Лазара Барановича і Тараса Шевченка. Викладач Університету святого Володимира.

## Біографія
Випускник Колегії Павла Ґалаґана (1887) та історико-філологічного факультету Університету святого Володимира (1893), в якому згодом також викладав. Брав участь у демосковщенні освіти Києва під час Української Революції 1917—1921, організатор курсів із вивчення української мови в установах окупаційних органів влади СССР.
1919 — член Постійної комісії з видання пам'яток нової української літератури, старший бібліотекар Всенародної бібліотеки України. Співпрацюав з академічними установами ВУАН.

### Творчість
Досліджував літературу 17–18 століть, зокрема творчість Лазара Барановича. Автор розвідок про творчість Радивиловського, Шевченка, Котляревського, Гоголя, Панаса Мирного, Нечуй-Левицького, Кобилянської.
Автор монографії «Російські і українські твори Шевченка в їх порівнянні: (Дещо до психології творчості Т. Г. Шевченка)» («Україна», 1918, кн. 1/2), а також
«Шевченко в Кирило-Мефодіївському братстві» («Зап. Істор.-філол. відділу ВУАН», 1924, кн. 4).

## Праці
- Антоний Радивиловский, южнорусский проповедник 17 в. // УИ. 1894. № 4, 7, 10; 1895. № 9, 11, 12;
- Южнорусские интермедии из польской драмы «Comunia duchowna ss. Borysa y Hleba» // КС. 1894. № 7;
- Літературні паралелі. І. С. Левицький і І. С. Тургенєв // Україна. 1925. Кн. 3;
- . К., 1925;
- «Powrót zaporożców z Trebizundu» К. Гейнча — маловідомий твір польсько-української романтики // Україна. 1926. № 5;
- Найдавніший список «Енеїди» І. П. Котляревського й деякі думки про генезу цього твору. К., 1927.